# Katarzyna Dolińska
Katarzyna là một người mẫu Balan,cô được biết là người về năm mùa thi thứ 10 của chương trình America's Next Top Model.

## Thuở nhỏ
Katarzyna sinh ra và lớn lên tại Roslyn, New York cô từng thi đỗ vào đại học và là sinh viên của trường Ivy League trước khi cô tham gia vào ANTM